# Кантони д'Онета (Бергамо)
Кантони д'Онета је насеље у Италији у округу Бергамо, региону Ломбардија.
Према процени из 2011. у насељу је живело 109 становника. Насеље се налази на надморској висини од 1001 м.